# Делл, Эдмунд
Эдмунд Делл (англ. Edmund Emanuel Dell; 15.08.1921, Лондон — 28.10.1999) — британский политик.
Обучался в оксфордском Королевском колледже (первоклассная степень по современной истории, 1947).
В 1964—1979 годах член Палаты общин.
В 1976—1978 годах министр торговли.